# اندرز اوشنر دانا
اندرز اوشنر دانا کتابی است منسوب است به اوشنر دانشمند زمان کیانی که نام وی در اوستا و زبان پهلوی با صفت بسیار دانا و پرخرد آمده‌ است. به روایت دینکرد وی مشاور کیکاووس بوده و به روایت بندهشن وی در زمان همین پادشاه کشته شده‌ است.
اندرزنامهٔ اوشنر به ۵۶ بند تقسیم شده‌ است. در آغاز شاگردی از اوشنر می‌خواهد تا سخنانی را به عنوان تعلیم بدو بگوید و اوشنر خواهش او را می‌پذیرد و به توصیف برتری‌ها و پستی‌ها می‌پردازد. بیشتر اندرزها از نوع اندرزهای اخلاقی عمومی است بجز بند ۵۵ که کاملاً جنبهٔ دینی دارد و در آن اصطلاحات خاص زردشتی، مانند امشاسپندان، دین مزدیسنی تن پسین و غیره به کار رفته‌ است. از متن این اندرزنامه، چهار نسخه در دست است. بهترین و قدیم‌ترین نسخهٔ آن K20 است. این متن به فارسی نیز ترجمه شده‌ است.

## اوشنر
واژه اوشنر در فروردین‌یشت بند ۱۳۱ به گونه اَئوشنَرَه آمده و فروهرش ستوده شده‌است. بنابر روایات و نوشته‌های فارسی میانه، کی‌کاووس وزیری دانا به نام اوشنر داشت. این مرد، همه خردمندی بود و با آموزش‌های بخردانه خود ایرانیان را پرورش داد. دانایی او سبب شد که کاوس بر هفت کشور زمین پادشاهی کند. اوشنر زمانی که در شکم مادر بود فره جمشید بدو پیوست و از همان زمان با مادر خود سخن گفتن آغاز کرد. او پسر دختر پائورجیریای مزداپرست بود و پس از زاده شدن از مادر با فرات‌چیه جادوگر گفت‌وگو کرد و چیستان‌های او را حل کرد و اهریمن را شکست داد. اوشنر زبان مردمان نواحی مجاور را آموخت و بر ناایرانی‌ها هنگام مباحثه غلبه یافت. سرانجام، دیوان، کاوس را گمراه کردند و به فرمان این پادشاه، وزیر دانا و خردپرور کشته شد.
آرتور کریستنسن، اوشنر را موجودی داستانی می‌داند و می‌گوید: «پائورجیریا که در فروردین‌یشت نامش آمده به معنی بسیار خردمند است و در دادستان دینیک از این صفت همچنان که در موارد دیگر دیده می‌شود اسم خاص جدید ترتیب یافته و نام یکی از نیاکان اوشنر شده‌است. وی از بحث در این باره نتیجه می‌گیرد که وجود داستانی اوشنر مسلماً از وی نمونه و سرمشقی که برای رجال خردمند سیاست در روایات کهن موجود بود (مانند بزرگمهر که بعدها به وجود آمد) ساخته شده‌است.
دانشمند پارسی دهابهار در پیشگفتار رساله اندرز اوشنر دانا دربارهٔ او نگاشته و نظر می‌دهد که اوشنر در روزگار پیشاتاریخ می‌زیسته و آوازه خرد و دانش او به دوره‌های بعد رسیده و سپس در رسالات پهلوی آمده‌است.